# William Unger

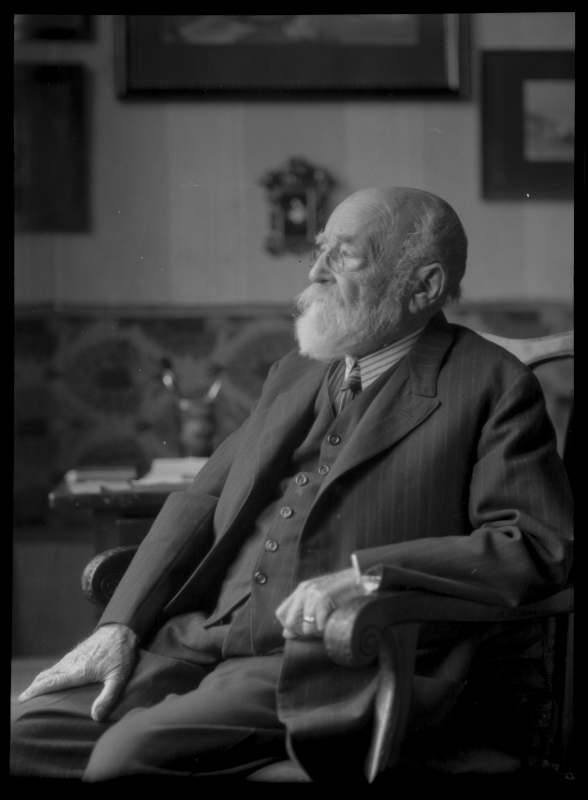
William Unger, Porträtfoto von Ferdinand Schmutzer

William Unger, auch Wilhelm Unger (* 11. September 1837 in Hannover; † 5. März 1932 in Innsbruck), war ein deutscher Radierer und Kupferstecher.

## Leben

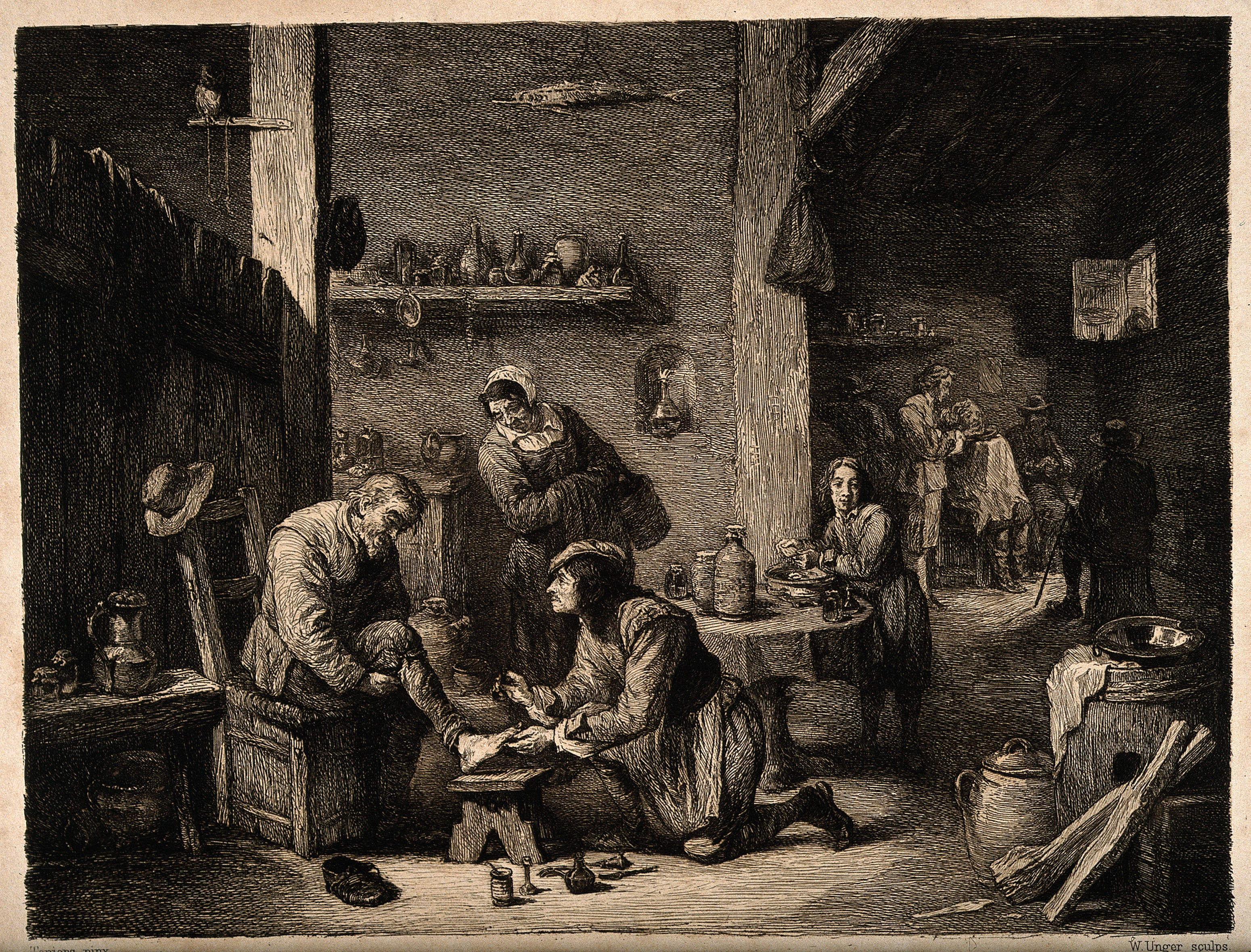
Ein Landarzt untersucht den Fuß eines alten Mannes, Stich nach einem Gemälde von David Teniers dem Jüngeren

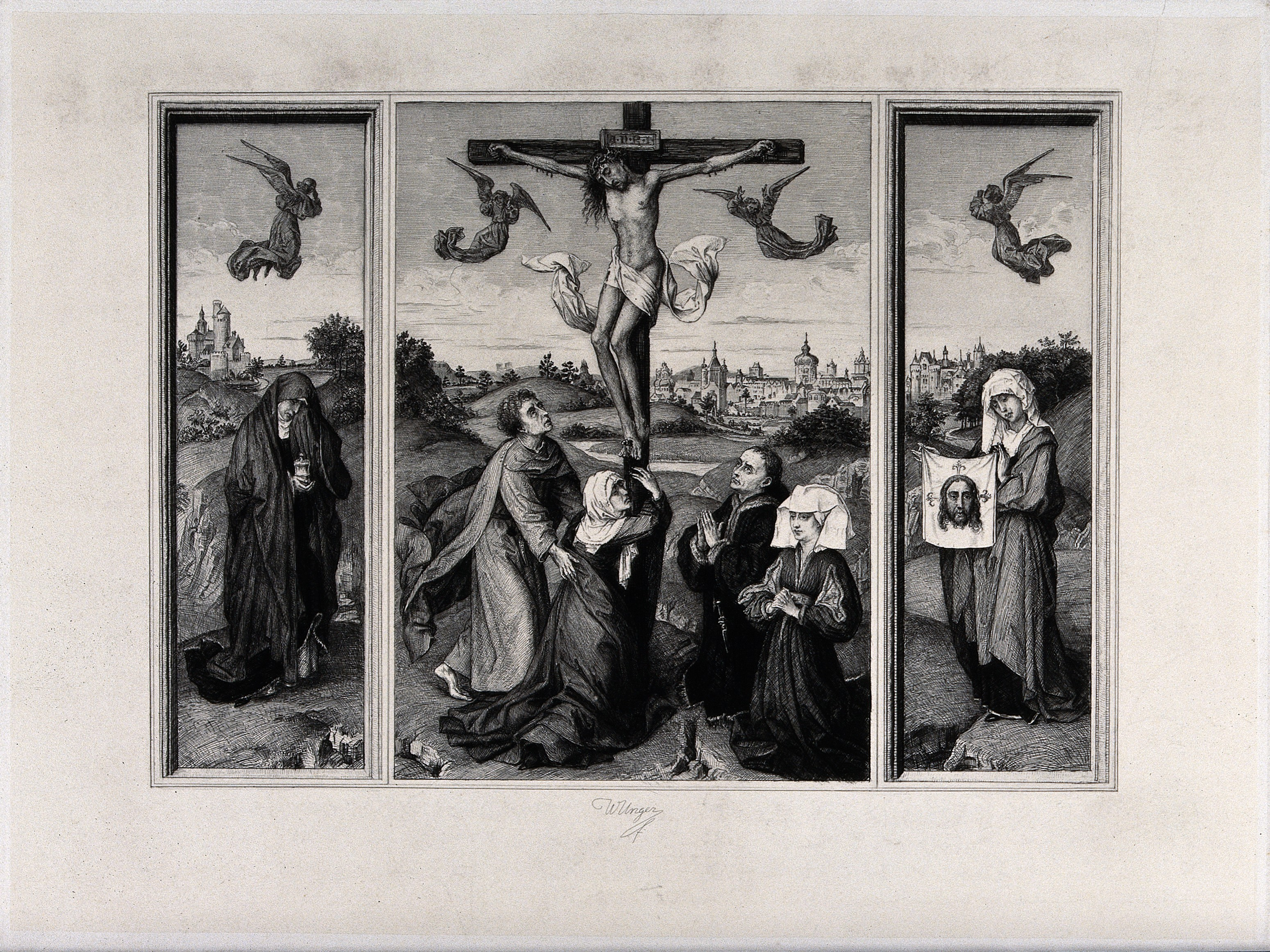
Die Kreuzigung und Beweinung Christi durch die drei Marien, Stich nach einem Triptychon von Rogier van der Weyden

Unger war ein Sohn des Juristen und Kunsthistorikers Friedrich Wilhelm Unger. Als er noch Kleinkind war, zog die Familie nach Göttingen. Wie auch seine ältere Schwester Johanna, welche später eine Malschule für Damen in München leitete, war auch der junge William künstlerisch begabt. Bereits während seiner Schulzeit versuchte er sich an Radierungen. Unger studierte ab 1854 an der Kunstakademie Düsseldorf bei Joseph von Keller und ab dem 3. November 1858 an der Königlichen Akademie der Künste in München bei Julius Thaeter. 1859 kehrte er zunächst nach Göttingen zurück. Dort entschloss sich der Vater, ihm eine weitere Studienzeit in Düsseldorf zu finanzieren. Diese Zeit, 1860 bis 1863, war geprägt von Enttäuschungen, Selbstquälerei und materiellen Schwierigkeiten. Eine Lehre, die er beim Düsseldorfer Kupferstecher Franz Paul Massau begonnen hatte, brachte ihn nicht weiter. Arbeiten misslangen, und das Gefühl, dem Vater immer noch zur Last fallen zu müssen, quälten ihn. Hellere Momente im Künstlerverein Malkasten brachten nur wenig Unterbrechungen in seine trübe Stimmung. Schließlich erkrankte er. Die Pflege seiner Schwester Johanna ermöglichte ihm nach schweren Wochen die Rückkehr in das Elternhaus.
Nach dieser Phase der Niedergeschlagenheit besuchte er Kassel, Dresden, Wien und Venedig. Um 1863 kam Unger nach Leipzig, um bei den dortigen Verlagsanstalten Aufträge zu suchen. Die Arbeit für E. A. Seemanns ab 1866 herausgegebene Zeitschrift für bildende Kunst dauerte mehrere Jahre. Er gab auch selbst Alben mit Reproduktionen berühmter Werke der Malerei, unter anderem aus den Kunstgalerien in Braunschweig und Kassel, heraus.
Unger heiratete im Januar 1870. Er war der Vater der Künstlerinnen Else und Hella Unger. 1871 wurde er vom Großherzog von Sachsen-Weimar zum Professor an der Großherzoglich-Sächsischen Kunstschule Weimar berufen.
Den Zeitraum vom Herbst 1871 bis Frühling 1872 und von 1874 bis 1877 verbrachte er in den Galerien Hollands. Später ließ er sich in Wien nieder, wo er 1881 die Direktion der Kunstgewerbeschule des k.k. Österreichischen Museums für Kunst und Industrie übernahm.
1884 wurde er zum Mitglied der Schwedischen Akademie der Künste gewählt. Die Académie royale des Sciences, des Lettres et des Beaux-Arts de Belgique nahm ihn 1893 als assoziiertes Mitglied auf, 1919 wurde er ausgeschlossen. 1894 wurde er zum Professor an der Akademie der bildenden Künste Wien berufen. 1928 erschien in Wien William Ungers Autobiografie Aus meinem Leben.
Unger wurde auf dem  Friedhof Ober St. Veit bestattet.

## Schriften
- William Unger: Aus meinem Leben. Gesellschaft für vervielfältigende Kunst, Wien 1929.